# 馬贊德蘭省
馬贊德蘭省（羅馬化：Ostān-e Māzandarān 讀音ⓘ，羅馬化：Māzerun）是位於裏海南岸的伊朗省份，毗鄰伊朗中央北邊的厄爾布爾士山脈。
馬贊達蘭省是伊朗人口最稠密的省份之一，擁有多樣天然資源，尤其是大量的石油和天然氣蘊藏。這個省四個最大的城市為薩里市，阿莫勒，努爾，和通卡邦。建省時間在公元1937年。
這個省有多樣的自然特徵，有平原、大草原、森林、和雨林，從裏海海灘延伸到崎嶇，且有厄爾布爾士山脈受積雪覆蓋的山脊，厄爾布爾士山脈擁有亞洲高度首屈一指的火山-德馬峰。
馬贊德蘭省是養殖魚類的主要省份，水產養殖對於當地以傳統農業為主的經濟活動，提供有重要的補充。由於伊朗各地的人都喜歡到這個省份旅遊，所以旅遊業也是另一對當地經濟提供重要貢獻的來源。馬贊德蘭省也是一個快速發展的生物技術中心。

## 行政劃分
全省面積23,842平方公里。省會為薩里市。
馬贊德蘭省有20個縣（波斯語稱為shahrestan）。除薩瓦庫縣以外，省內其他的縣名都用當地行政中心之名來命名。
這20個縣中，15個縣的波斯語名稱、英語譯名及漢語譯名分別如下：
| 波斯語          | 英語譯音          | 漢語譯音       |
| --------------- | ----------------- | -------------- |
| شهرستان آمل     | Amol County       | 阿莫勒县       |
| شهرستان بابل    | Babol County      | 巴博勒县       |
| شهرستان بابلسر  | Babolsar County   | 巴博勒萨尔县   |
| شهرستان بهشهر   | Behshahr County   | 贝赫沙赫尔县   |
| شهرستان تنکابن  | Tonekabon County  | 通卡邦郡       |
| شهرستان جویبار  | Juybar County     | 朱巴尔县       |
| شهرستان چالوس   | Chalus County     | 恰卢斯县       |
| شهرستان رامسر   | Ramsar County     | 拉姆萨尔县     |
| شهرستان ساری    | Sari County       | 萨里县         |
| شهرستان سوادکوه | Savadkuh County   | 萨瓦库县       |
| شهرستان قائم‌شهر | Qaemshahr County  | 卡恩沙赫尔县   |
| شهرستان محمودآب | Mahmudabad County | 穆罕默达巴德县 |
| شهرستان نکا     | Neka County       | 内卡县         |
| شهرستان نور     | Noor County       | 努尔县         |
| شهرستان نوشهر   | Noshahr County    | 瑙沙赫尔县     |

## 歷史

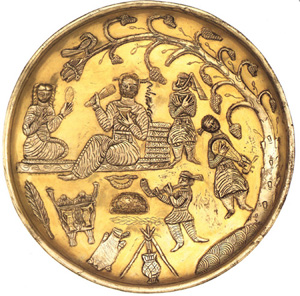
當地第七世紀薩珊王朝時期鍍銀托盤，雕有樂師演奏場景。

此地人類居住歷史可追溯到至少75,000年前。近期在羅斯坦寇拉的Gohar Tape所發掘提供有證據，顯示此地區在5,000年之前就已城市化，遺跡所在地被認為是伊朗最重要的歷史遺址之一。它對當地的整體文化和城市發展，發揮過重要作用。馬贊德蘭省是伊朗最古老地區中，無重要游牧傳統的地方之一，屬於定居文化。當地的居民有馬贊德蘭人，他們說的伊朗語，與吉拉基語，以及桑吉塞里語兩者最為相近，但在語音上與幾種高加索語言相似，反映出當地，及當地人民的歷史。
在20世紀初，禮薩汗通過修建7條新的公路和鐵路，把厄爾布爾士山脈北部與山脈南部的坡地連接，馬贊達蘭省和吉蘭省兩省被伊朗人稱為Shomal（波斯語中“北方”的意思）。馬贊德蘭省是伊朗北部臨裏海的省份，位於裏海南岸，順時針方向，與俄羅斯（跨裏海），以及伊朗的戈勒斯坦省、塞姆南省、德黑蘭省、厄爾布爾士省、加茲溫省、以及吉蘭省接壤。薩里市是馬贊達蘭省最大的城市和省會。
在2014年6月22日，伊朗為協調和發展目的，將全國劃分為五個區域，馬贊達蘭省歸於第一區域之中。

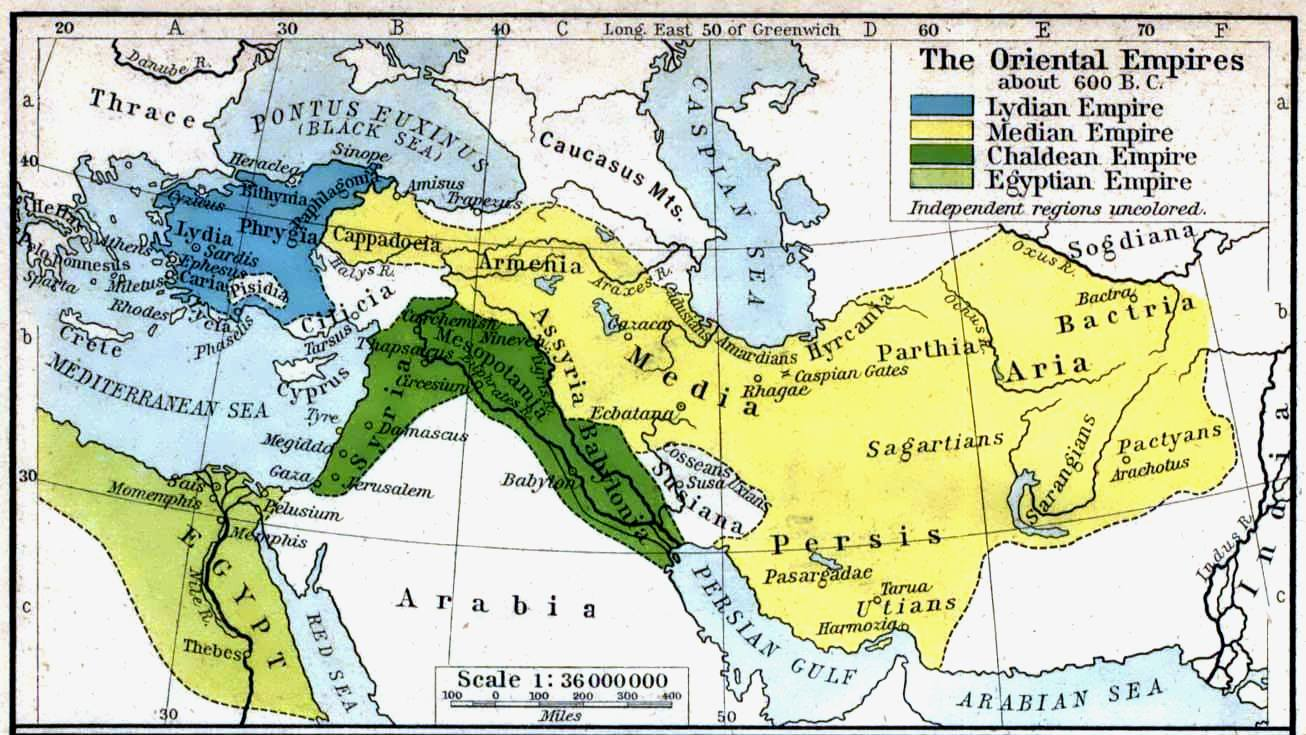
公元前600年米底王國地圖，顯示阿瑪蒂人部族相對的位置。

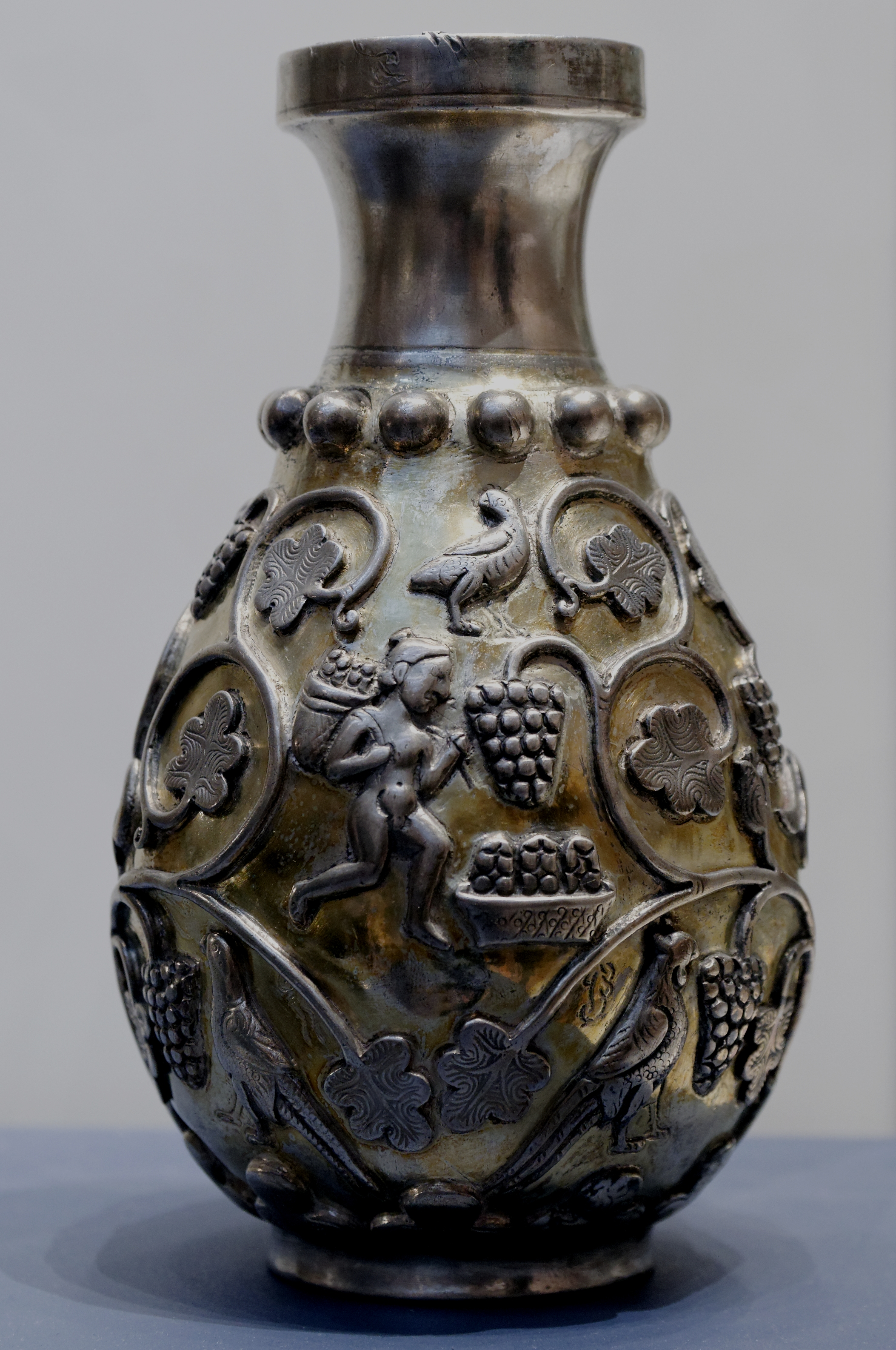
薩珊王朝阿爾達希爾一世時期，刻有葡萄採收場景的水容器，大英圖書館資料(621-628-630)。

### 伊斯蘭征服伊朗之前歷史
在操伊朗語人們在伊朗定居之前，此地人以狩獵以及牧牛為生。在對馬贊德蘭省貝赫沙赫爾洞穴地帶和Hutu人（Hutu man）的考古學研究，其年代可追溯到約公元前9,500年。當地部落民族為阿瑪蒂人，在與裏海接壤的山區居住，今日的阿莫勒也包括在內。

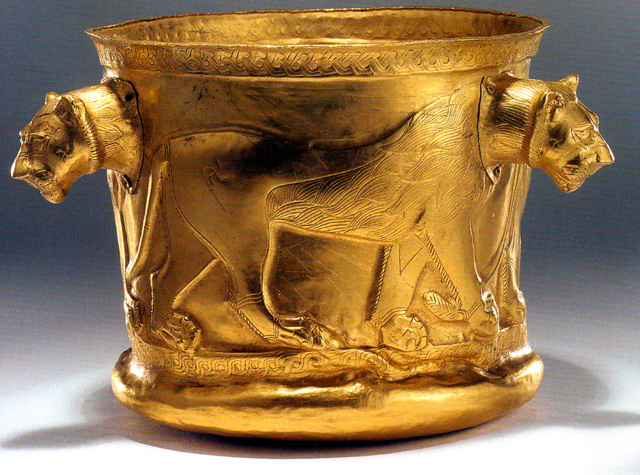
希爾卡尼亞金杯（公元前900年），在馬贊德蘭省的卡拉達斯特發掘而來。

從當地早期歷史開始，被稱為馬贊德蘭的區域就受不同王朝所統治。當地還有幾個安息帝國及薩珊王朝遺留下的要塞遺跡，以及許多遍布全省的古老墓地。在這段時期，馬贊德蘭省屬於波斯重要古行省希爾卡尼亞的一部分。公元662年，薩珊王朝末代皇帝伊嗣俟三世過世10年之後，由阿拉伯人哈桑·本·阿里·本·阿比·塔利卜統帥的一支龐大穆斯林軍隊入侵塔巴里斯坦。
薩珊王朝創立之時，馬贊德蘭的統治者（包括塔巴里斯坦和帕蒂斯化戈）為古斯納斯達德，其祖先自亞歷山大大帝時代之後就統治這個地區（在安息帝國統治下）。在529–536年，馬贊德蘭由薩珊王朝皇帝卡瓦德一世的兒子卡烏斯統治。薩珊王朝國王霍斯勞一世擊敗馬贊德蘭的統治者扎米爾·卡倫，後者號稱是傳奇鐵匠卡維（即卡倫家族）的後人。卡烏斯的後裔一直統治著馬贊德蘭地區直到公元645年，吉爾·吉蘭沙（Grand Gilanshah）（薩珊王朝國王扎馬斯普的後裔，皮魯茲（Piruz Nahavandi）的兒子）將馬贊德蘭併入吉蘭。
薩珊王朝在公元651年滅亡，除了伊朗在裏海的地區（包括塔巴里斯坦）之外，所有薩珊王朝的領土都逐步落入阿拉伯人的控制。

### 伊斯蘭統治伊朗後歷史
公元第7世紀，倭馬亞王朝取代薩珊王朝，塔巴里斯坦仍維持獨立，獨立的祆教氏族（如巴文德王朝和卡倫家族運用有效的游擊戰來對抗伊斯蘭阿拉伯人。在齊亞爾王朝崛起之前，當地曾有過短暫的信奉什葉派的阿拉菲德王朝出現。馬贊德蘭地區與伊朗高原其他大部分地區不同，當地信奉祆教的人一直佔有多數，直到12世紀，原因是當地的封閉獨立，和民風凶悍，他們與倭馬亞哈里發的軍隊作戰，前後幾個世紀。在後伊斯蘭時期，當地的王朝分為三種類型：伊斯蘭前既有的當地王朝家族、賽義德、和當地較小的統治氏族。

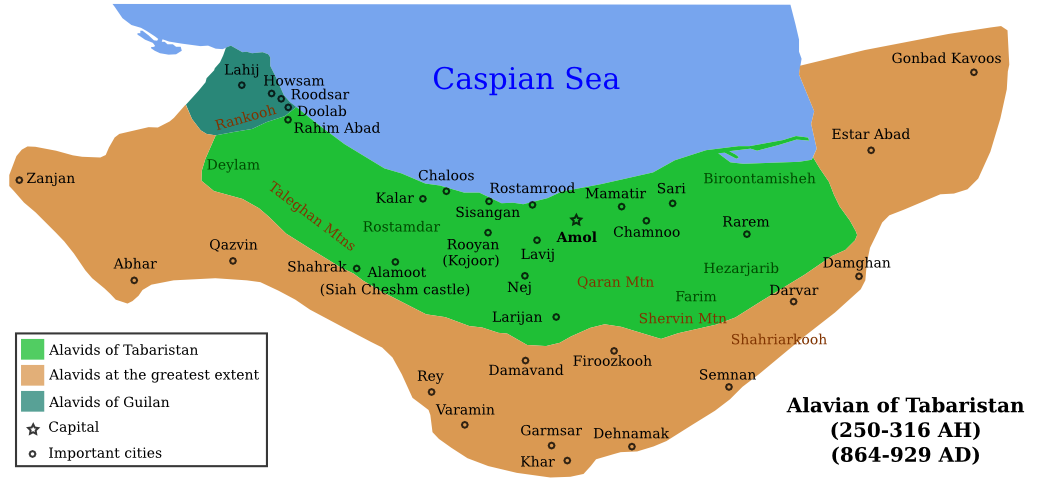
在馬贊德蘭的阿拉菲德王朝地圖（公元864年到929年）。

號稱是卡烏斯後代的巴文德王朝又產生三個王朝。第一個王朝（665–1007年）被齊亞爾王朝的烏斯姆各在征服塔巴里斯坦時所推翻。第二個王朝的統治期間為1073年至1210年，被花剌子模的阿拉烏丁·摩訶末所征服。第三個統治時期是從1237年到1349年，是蒙古帝國的附庸。巴文德王朝最後一位統治者被阿弗拉西亞布王朝建國者的兒子們所殺害。

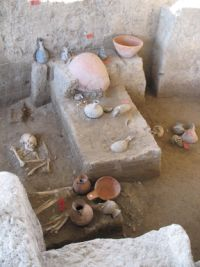
在羅斯塔姆寇拉附近的Gohar Tape考古遺址。

卡倫文德王朝號稱是Karin的後人，Karin的兄弟扎米爾·卡倫在伊斯蘭之前的薩珊王朝時期是馬贊德蘭的統治者（Karin以及Zarmihr兩人是薩珊王朝在公元484年到483年間實際統治者蘇卡拉之子）。王朝最後一位統治者馬茲雅於839年被殺。
帕度式帕尼德王朝聲稱是北方達布依王朝的後裔。他們大約在660年左右浮上檯面，在阿拉菲德王朝統治期間，他們是阿拉菲德王朝的附庸。後來他們成為白益王朝和巴文德王朝的附庸，在1190年被逐下台。但帕度式帕尼德王朝於1209-10年又恢復統治，一直持續到帖木兒帝國入侵之前。王朝的兩個分支中，一個統治到1567年，另一個統治到1574年。
公元9至11世紀，羅斯人在864年至1041年之間對伊朗、亞塞拜然、和達吉斯坦在裏海沿岸進行多次軍事突擊，這些行動都是羅斯人遠征裏海行動的一部分。最初，羅斯人在9世紀在瑟克蘭德出現，當時他們是沿著窩瓦河貿易路線的行商者，買賣皮草、蜂蜜、和奴隸。小規模的襲擊首先發生在9世紀末和10世紀初。羅斯人在913年進行第一次大規模突擊，他們乘坐500艘船抵達後，對戈爾甘最西端以及馬贊德蘭和吉蘭發動掠奪，劫持當地人為奴，還有搶劫貨物。
在薩法維王朝時期，馬贊達蘭住有大量的喬治亞人、切爾克斯人、亞美尼亞人、還有其他高加索民族，他們的後代仍然生活或遊蕩於馬贊達蘭省。雖然多數喬治亞人和切爾克斯人已被同化成為主流的馬贊德蘭人，但馬贊達蘭的城鎮、村莊、和街區仍有“Gorji”（喬治亞）的名稱。喬治亞人定居的歷史由17世紀《Tarikh-e Alam-Ara-ye Abbasi，英譯為History of Aalam Aray Abbasi》一書的作者-波斯歷史學者Iskandar Beg Munshi所描述，另幾位作者包括皮耶特羅·德拉·瓦勒則對切爾克斯人和喬治亞人定居的事有所描述。
在阿夫沙爾王朝的納迪爾沙統治之前，這個省在俄羅斯-波斯戰爭 (1722－1723年)之後曾短暫被俄羅斯軍隊佔領，於1735年歸還波斯。繼俄羅斯-波斯戰爭 (1804－1813年)，和俄羅斯-波斯戰爭（1826-28）之後，俄羅斯在伊朗北部，尤其是在馬贊丹蘭和吉蘭省有相當大的影響。

## 現代
在卡扎爾王朝的法特赫-阿里沙·卡扎爾統治期間，馬贊德蘭的青山綠水作為休閒區使用，終於得到應有的重視。塔巴里斯坦保持獨立直到1596年，當時母親為馬贊德蘭人的阿巴斯一世將馬贊德蘭併入薩法維王朝，迫使許多亞美尼亞人、切爾克斯人、喬治亞人、庫爾德人、和卡扎爾土耳其人搬遷到馬贊丹蘭定居。皮耶特羅·德拉·瓦勒（Pietro della Valle）於1618年到馬贊德蘭比羅茲科夫附近的一個小鎮參觀，他指出，馬贊德蘭的婦女從不戴面紗，很大方地與外國人交談。他還指出，該地區有大量的切爾克斯人和喬治人，他從未遇到過像馬贊德蘭人那樣斯文的人。
今天，在波斯，在法爾斯，還有在裏海邊的馬贊德蘭，還有許多其他地方都住有不少喬治亞人，和切爾克斯人。他們當中大多數直到今日仍是基督徒，但他們以非常原始的方式從事信仰，因為他們既沒神父，也沒教士來引導。
—皮耶特羅·德拉·瓦勒
薩法維王朝之後，卡扎爾王朝的阿迦·穆罕默德·汗在1782年把馬贊德蘭併入，並從馬贊德蘭向南征討，1782年3月21日阿迦·穆罕默德·汗宣布建都在薩里市。由於薩里成為戰爭熱點，導致王朝第二位皇帝法特赫-阿里沙·卡扎爾把國都遷移到德黑蘭。現代的馬贊德蘭，在阿莫勒以及薩里市，都建有新的建物和橋樑，而沿著裏海海岸，還有森林之內，則建有別墅和現代住宅區。
省高級官員提起馬贊德蘭有三座機場，和三個主要海港，配合每年有數以百萬計的伊朗和外國遊客到馬贊德蘭旅遊（也包括醫療旅遊）。

## 地理和人口

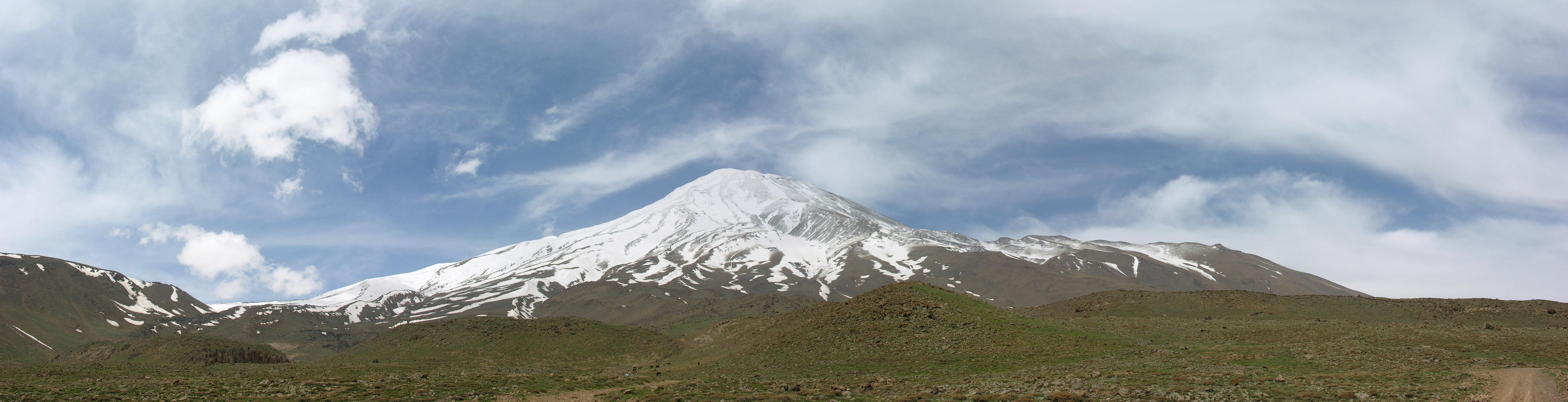
德馬峰

### 地理
馬贊德蘭省位於裏海南岸。順著時針，它與戈勒斯坦省，塞姆南省，以及德黑蘭省接壤。這個省還與西部的加茲溫省，還有吉蘭省接壤。馬贊德蘭省在地理上分為兩個部分：裏海沿海平原，還有山區。厄爾布爾士山脈則像是一堵大牆，把這兩部分環繞。由於裏海持續性的海風，和裏海南部和東部海岸的局部風力，形成沙丘，沙丘成為海與平原之間低高度的天然屏障。與裏海海岸平行的厄爾布爾士山脈地區經常降雪，山脈將這個省劃分出許多孤立的山谷。當地屬亞熱帶溫帶氣候，夏季平均氣溫為攝氏25度，冬季平均氣溫為8度。雖然冬天在山區降有大雪，但在沿海的降雪很少。
生態區：
- 裏海希爾卡尼亞混合森林
- 厄爾布爾士山脈森林草原

厄爾布爾士山脈森林草原生態區位於裏海以南，是個長達1,000公里的乾旱山區，這個生態區從亞塞拜然邊界開始，到伊朗北部，一直延伸土庫曼邊界附近，佔地63,300平方公里（24,400平方英里），涵蓋有厄爾布爾士山脈的南坡、東坡、及其山峰。而裏海希爾卡尼亞混合森林生態區有茂密的綠色山坡和從裏海吸收水分的平原，位於厄爾布爾士山脈森林草原生態區的北邊。厄爾布爾士山脈由受到沉積岩覆蓋的花崗岩岩心所組成，沉積岩包括有石灰岩、頁岩、砂岩、和凝灰岩。片岩、大理石、和角閃石等變質岩也被廣泛存在。山脈氣候乾燥，年降水量在150公厘至500公厘之間，主要是靠冬季降雪。

### 環境
裏海虎（現已絕跡）和裏海馬是馬贊丹蘭省當地的兩種動物。拉姆薩公約（濕地公約）也在馬贊達蘭省的拉姆薩簽訂。

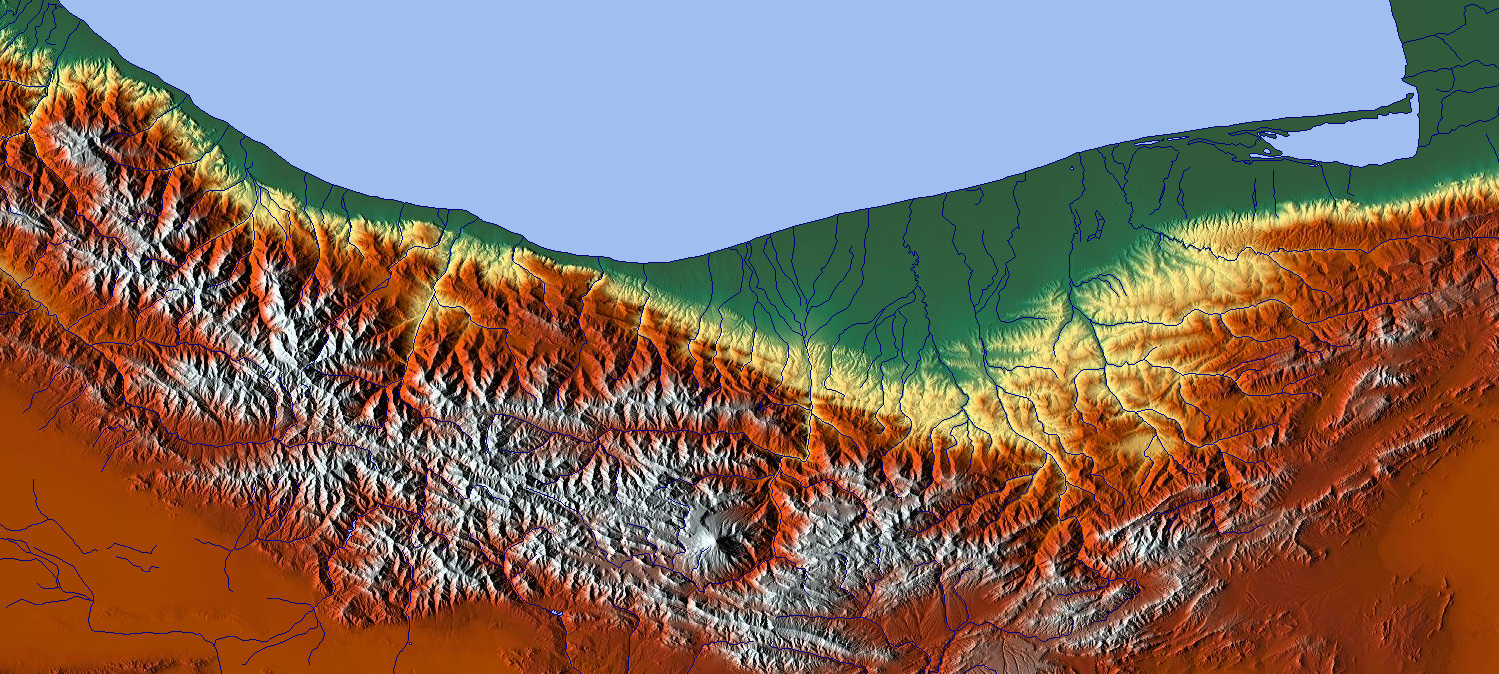
馬贊德蘭突起地形圖Raised-relief map。

馬贊德蘭與伊朗其他地區不同，它受到無數的河流或山中湍流所澆灌，所有河流都由高山流向裏海。德國旅行家約翰·喬治·格梅林曾在1771年到過這裡，他說，從拉什特到阿莫勒的路上，在八英里的距離內，可看到250條溪流，其中許多溪流是如此之寬及深，有時甚至是花上幾週都無法渡過。

### 氣候

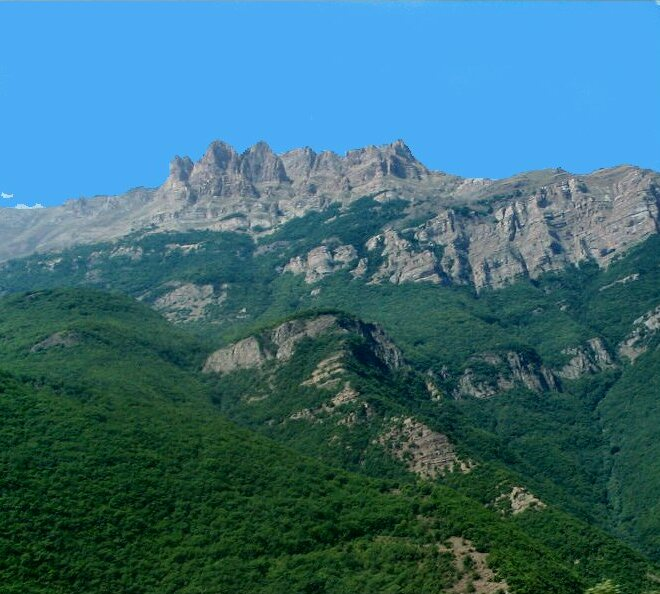
位於馬贊德蘭省的中部厄爾布爾士山脈。

馬贊德蘭省同時受到地理緯度、厄爾布爾士山脈的海拔、離開不遠的裏海、土庫曼南部荒涼貧瘠區域、當地和區域的氣流、以及多樣性植被覆蓋的影響。因此，這個省的氣候分為三類：（1）適中的裏海氣候、夏季炎熱潮濕、冬季溫和潮濕。（2）溫和山區氣候，冬季長，冷和酷寒，夏季短，溫和。還有（3）寒冷的山區氣候，冬季長而酷寒，夏天短而涼爽。在山區氣候區中，大部分季節通常都會降雪，持續下到到夏季中旬。
這個省的西部和中部平原，一直到厄爾布爾士山脈的北部山麓，有者裏海地區的溫和氣候。在1,500至3,000公尺的海拔處，山地氣候溫和，冬季漫長而寒冷，夏季短暫而溫和。在山脈區域，積雪覆蓋甚至會維持到較熱季節的中期。實際上，即使在一年中溫度最的月份，也可見到降雪。

### 人口資料

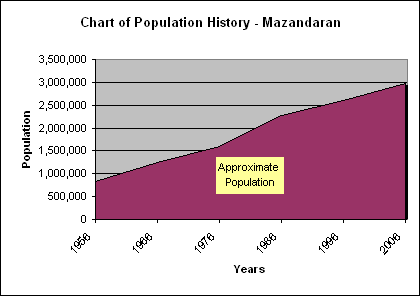
馬贊德蘭省人口歷史圖表

在過去50年中，馬贊德蘭省的人口一直穩定增長。下表顯示大約的人口，不包括在1998年為劃分出去為獨立省份的戈勒斯坦省。（請參考戈勒斯坦省英文版#Demographics部分）
人口絕大多數是馬贊達德蘭人，有少數的吉蘭人、亞塞拜然人、喬治亞人、亞美尼亞人、切爾克斯人、土庫曼人、及其他少數民族。
近年來，有國內其他地區伊朗人湧入，其中有許多是被這裡的自然風光和海岸所吸引而來。
| 年份       | 1956    | 1966      | 1976      | 1986      | 1996      | 2006      | 2011      | 2016      |
| ---------- | ------- | --------- | --------- | --------- | --------- | --------- | --------- | --------- |
| 約略人口數 | 835,000 | 1,250,000 | 1,596,000 | 2,275,000 | 2,602,000 | 2,922,000 | 3,073,943 | 3,283,582 |

## 交通運輸

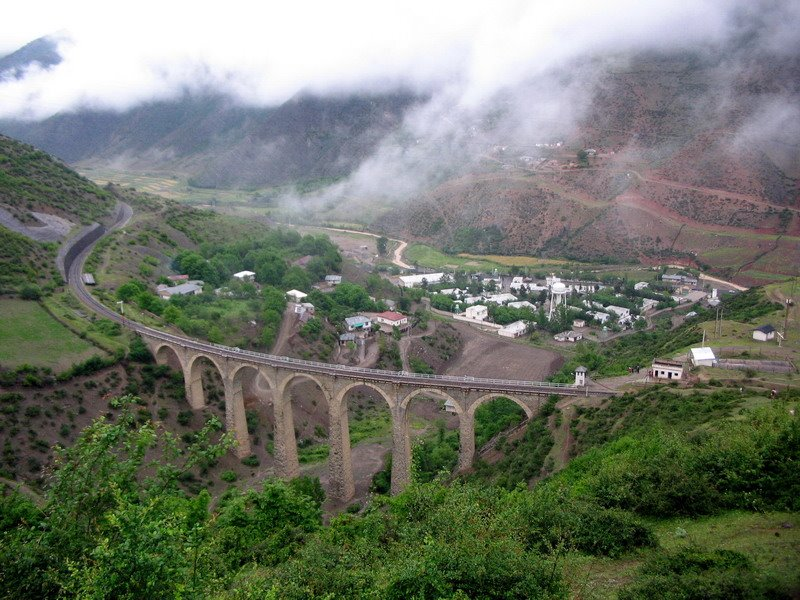
跨伊朗鐵路上，在薩瓦庫縣的一座鐵路橋樑。

### 鐵路
馬贊德蘭省的鐵路由伊朗伊斯蘭共和國鐵路下的北方鐵路部管轄，轄下的鐵路將該省與南部的德黑蘭，和東部的戈爾甘連接。薩里市，加埃姆沙赫爾和坡·雪菲德等城市是這條鐵路上的主要站點。跨伊朗鐵路是一個大型鐵路建設工程，於1927年開工，在1938年完工，由伊朗巴列維王朝的禮薩汗領導，經費完全由伊朗本地資本挹注，它將波斯灣和裏海，以及首都德黑蘭連接。

### 公路
馬贊德蘭有三條公路連接到德黑蘭-哈喇子公路（也稱伊朗77號公路，阿莫勒到盧德汗）、康多文公路（也稱伊朗59號公路，恰盧斯到卡拉季）、和菲魯茲庫公路（也稱伊朗79號公路，沙希到盧德汗）。

### 機場
達什埃·納茲機場是位於省會薩里市的機場，連同諾沙爾機場和拉姆薩爾國際機場，讓馬贊德蘭省和伊朗全國各地連接。

## 文化
這個省的人民大部分都是世俗，非宗教人士，因此當地的婦女與波斯其他地區的婦女比較，擁有更大的社會自由和獨立性。

### 語言

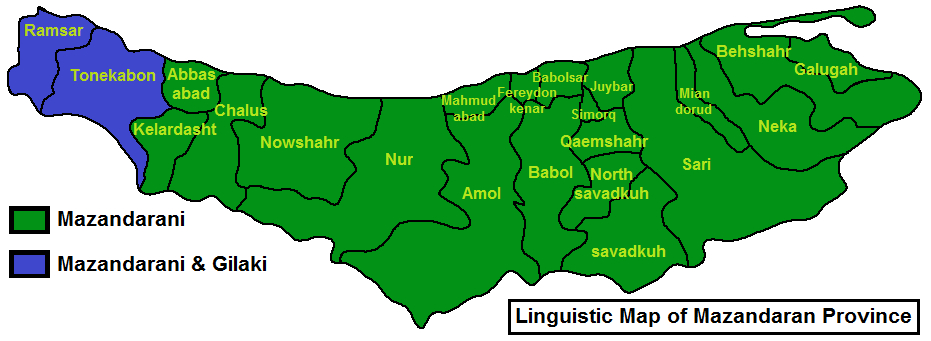
馬贊德蘭省方言分區圖。

馬贊德蘭語，或稱塔巴里語是伊朗西北的伊朗方言。在馬贊達蘭省和鄰省戈勒斯坦省，存在著各種馬贊德蘭語方言，例如馬贊德蘭語、戈爾甘語、加迪科拉希語（Ghadikolahi）、和帕拉尼語。今天，馬贊德蘭人也使用波斯語（西波斯語）。受過教育的人能夠嫻熟的運用波斯語做口語和讀寫的溝通。
住在恰盧斯的人說馬贊德蘭語，而在恰盧斯東部和西部的人說兩種不同的方言。
住在瑙沙赫爾說馬贊德蘭語中的另一種方言。
在拉姆薩，當地人用的是和東部方言吉拉基語略有不同的方言。
在伽盧伽這個小鎮，居民說的是亞塞拜然語的方言。

### 文學

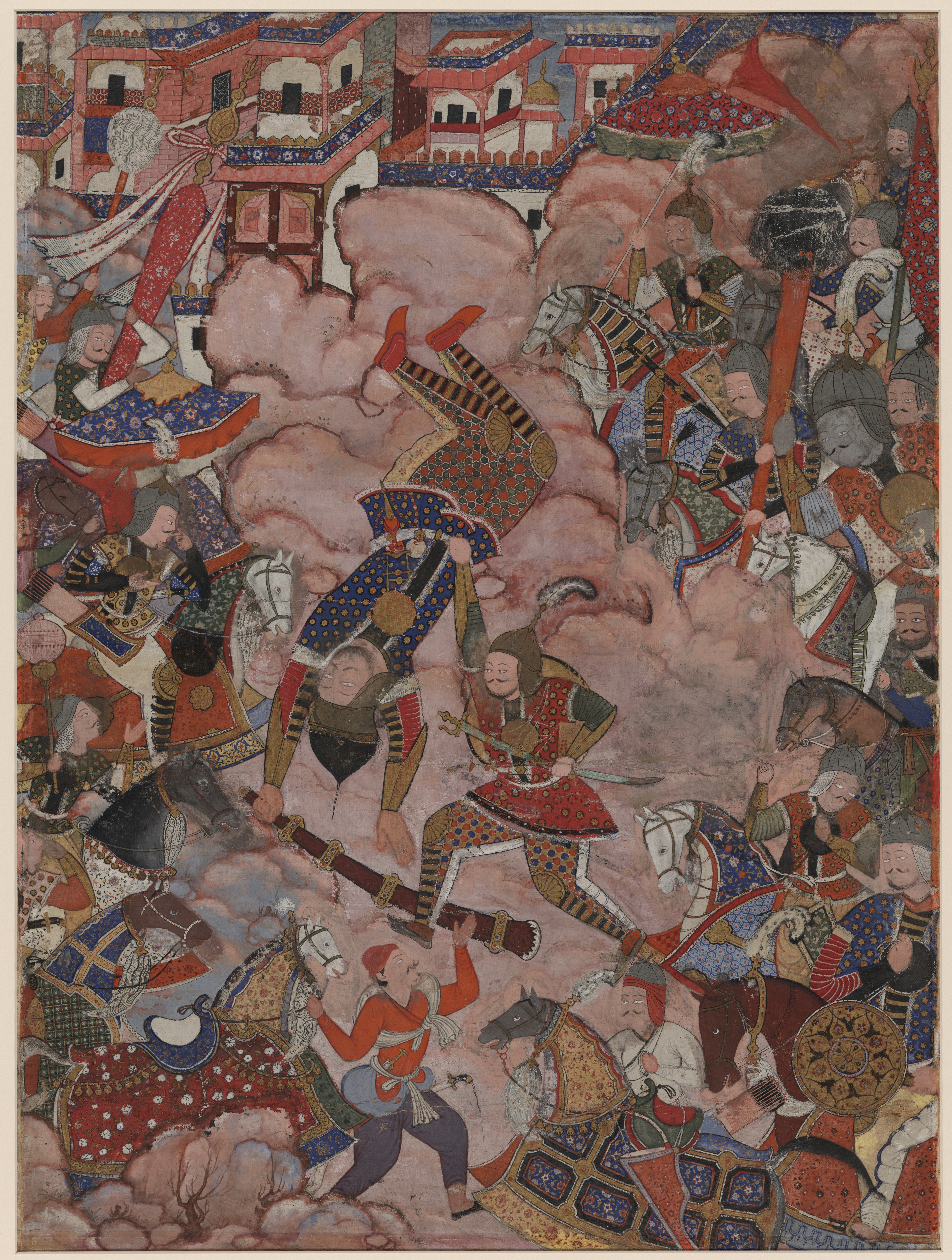
列王紀中馬贊德蘭戰爭史

在波斯史詩列王紀中，有兩個不同的部分中提起馬贊德蘭。第一次是含蓄的提起，當傳說中的神秘君主費雷頓（Fereydun）把首都設在阿莫勒附近的一座稱為塔米甚（Tamische）的城市時：
بیاراست گیتی بسان بهشت.................... به جای گیا سرو گلبن بکشت
از آمل گذر سوی تمیشه کرد .............. نشست اندر آن نامور بیشه کرد
馬努齊爾戰勝薩姆和圖爾之後，回到費雷頓建立的首都，在馬贊德蘭的塔巴里斯坦（列王紀中將塔巴里斯坦寫為Tamisheh）
第二次提起的，說在凱·卡烏斯時代，有一個名為馬贊德蘭的地區，這是一個主要由蒂烏（意為惡魔）居住的區域。傳說中的君主凱·卡烏斯以及伊朗英雄羅斯塔姆都輪流前往馬贊德蘭與惡魔作戰。
在列王紀裡面，扎爾對凱·卡烏斯說道：“我聽到令人不安的消息，稱國王計劃前往馬贊德蘭。”
但是，書中所提到的馬贊德蘭，是伊朗西部的一塊土地，與現代的馬贊德蘭省並不相同。當前的馬贊德蘭省僅是早年塔巴里斯坦的一部分； 現在馬贊德蘭省的名稱是後來，或是基於當地人的稱法發展而出。
法國作家加斯東·勒魯的作品《歌劇魅影》中，有一個叫波斯人的角色，根據劇本，他曾在馬贊德蘭當過警察局長（Daroga），因故而流亡到巴黎。

### 诺鲁兹节
根據裏海曆（也稱塔巴里曆），新年（諾魯茲節）節慶是落在3月21日起的5天（pintek days）。裏海曆把一年分為12個30天的月份，多出來的5天即為pintek days（pintek是馬贊德蘭語對於pentad（5）的稱法）。Neowrez Khani（意為為諾魯茲節歌詠）是馬贊德蘭當地人最重視和和最受歡迎的傳統活動之一。（請參考馬贊德蘭人諾魯茲節前夕）

### 儀式和節慶
蒂爾甘是伊朗的一個仲夏節日，每年在Tir 13（7月的月3日，4日或5日）慶祝。有潑水、跳舞、朗誦詩歌、以及食用傳統食品如菠菜湯和番紅花米布丁，在婦女和小孩手腕上綁上7色彩帶10天，之後的扔進溪流，表達送走憂愁，迎接幸福。其他著名節慶，例如在阿莫勒的Ab Ask村，有個叫Varf chal的活動（將近800年的傳統儀式），男性不得參加，單獨由婦女將殘雪存入坑中，祈求有充足的水源，還有在不同時間舉行的伊朗傳統摔角Luchu Wrestling 。

### 音樂和舞蹈
這個地區的音樂與居民的生活方式有關，旋律圍繞諸如森林、耕種、或農業活動、以及放牧等主題展開。最著名的舞蹈是Shomali dance，還有男性表演的棍棒舞蹈。流行的當地音樂有Taleb和 ZohreAmiri Khani、和卡徒理。

## 旅遊
每年有超過1,500萬伊朗人和約40萬外國遊客來這個省旅遊。 馬贊德蘭省的主要旅遊景點包括800多個註冊的歷史和文化遺址、長達338公里的海岸線、森林和山脈中的礦泉、瀑布和山洞。
菲爾班德是馬贊丹蘭省北部城市巴博勒附近的一個村莊，以其佈滿層層積雲的天空，尤其是在春天，而聞名。馬贊德蘭省被選為經濟合作與發展組織（ECO）成員國在2022年的旅遊之都。

## 歷史及自然旅遊景點
- 德馬峰
- 米爾·博佐格陵墓（英语：Mausoleum of Mir Bozorg）
- 拉姆薩爾宮（英语：Ramsar Palace）
- 马赞德兰旅游景点列表（英语：Mazandaran_Province#Historical_and_natural_tourist_attractions）

## 人物
來馬贊德蘭省或其歷史區域和/或活躍於此的人包括：

### 皇族
- 禮薩汗，從1925年12月15日起為伊朗國王（波斯），直到1941年9月16日受英國和蘇聯壓迫而退位。
- 穆罕默德-禮薩·巴列維
- 道拉特沙（英语：Dowlatshah）（卡扎爾王朝亲王）
- 海爾·妮薩·貝加姆（薩法維王朝皇帝阿巴斯一世的母親）
- 塔巴里斯坦的庫爾希德（英语：Khurshid of Tabaristan）（達布依王朝末代皇帝）

## 今日馬贊德蘭省

### 食物

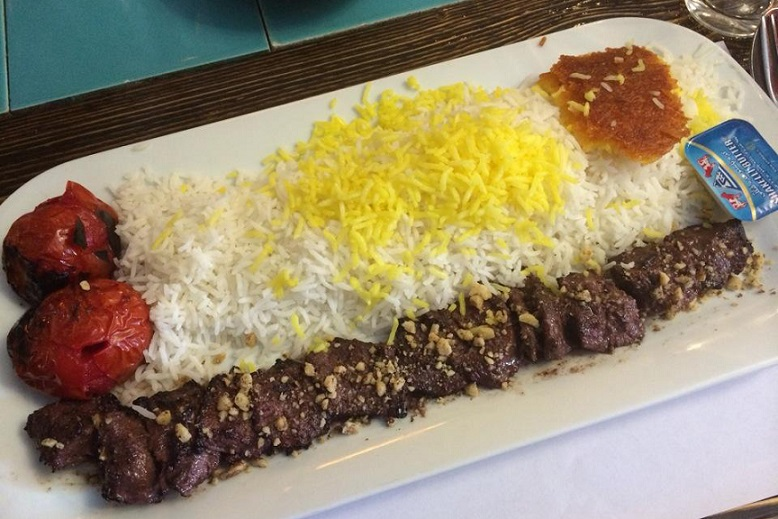
烤串及米飯。

這個省的美食因它在裏海之濱，海產非常豐富，而且每餐幾乎都備有米飯。他們的美食在當地不同地區之間存有差異；沿海與山區的不同，因為住在厄爾布爾士山脈地區的居民通常使用當地的植物入菜，而沿海居民則使用大量海產，加上當地米飯，搭配蔬菜。

### 經濟

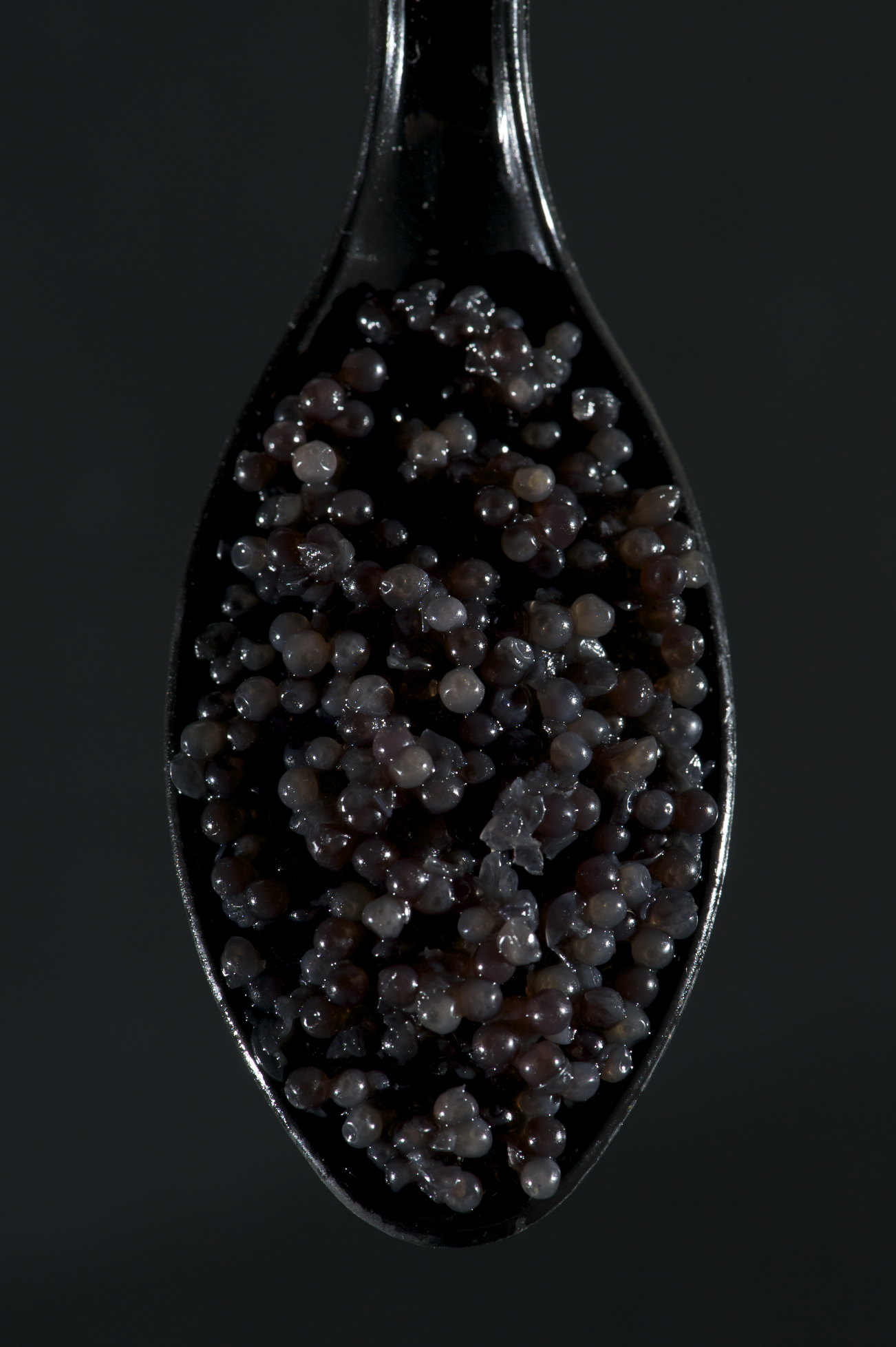
魚子醬

馬贊德蘭省在伊朗最富有的省份中排名第5。裏海沿岸的低地一帶生產稻米、穀物、水果、棉花、茶、煙草、甘蔗、和絲綢。石油帶來的財富促進食品加工、水泥、紡織品、棉花、和漁業（魚子醬）的產業。伊朗文化遺產、手工藝、旅遊組織列出當地近630個具有歷史和文化意義的遺址，其中許多是旅遊勝地。
馬贊達蘭省擁有23萬公頃稻田，每年生產約100萬噸稻米，佔伊朗總產量的42％。當地種植有70多種農產品，除滿足國內稻米需求的40%之外，也供應全國50％的柑橘類水果。該省還是伊朗獼猴桃的唯一生產地。馬贊德蘭省有3,500個工業和生產單位。

### 出口
該省在2017年出口價值近8億美元的商品。在2016年，馬贊達蘭省生產的非石油產品總計約有8億美元出口到國外，其中有一半是透過別省的海關。2017年全省的主要出口產品包括乳製品（57％）、食品（12％）、工業商品（10％）、管材和型材（8％）、和水泥（7％）。

### 統計資料
- 伊朗工業單位數目排名第9
- 伊朗綜合工業排名第5
- 伊朗工具機生產排名第4
- 伊朗煤炭生產排名第2
- 伊朗畜牧和農產品排名第1
- 伊朗花崗岩生產排名第1
- 伊朗氟生產排名第1
- 伊朗花卉和觀賞植物排名第1
- 伊朗柑橘出口排名第1
- 伊朗食品出口排名第1